# War Memorial Gymnasium
El War Memorial Gymnasium es un pabellón deportivo situado en la ciudad de San Francisco, California, en los Estados Unidos. Pertenece al campus de la Universidad de San Francisco, y en él disputan sus partidos los equipos de los Dons de baloncesto y voleibol. fue inaugurado en 1958, y es en la actualidad el más antiguo de la West Coast Conference. Tiene una capacidad para 5300 espectadores.

## Historia
Hasta 1958, los equipos de baloncesto de la Universidad de San Francisco no tenían una ubicación fija, pero la consecución de dos campeonatos de la División I de Baloncesto Masculino de la NCAA en 1955 y 1956 hizo que se planteara la construcción de un pabellón propio.
El nombre del mismo se puso en honor a los soldados que habían pasado por sus aulas que fallecieron en la Segunda Guerra Mundial, la guerra de Corea y la Guerra de Vietnam. En las temporadas 1964-65 y 1965-66 fue la sede provisional del equipo de la NBA de los San Francisco Warriors.

## Eventos
El pabellón fue la sede del primer partido universitario transmitido por televisión a toda la nación por la CBS en 1982, entre los Dons y la Universidad de Georgia. También albergó los torneos de baloncesto masculino de la West Coast Conference en los años 1987, 1989 y 1993.